# 小行星1084
小行星1084（1084 Tamariwa）是一颗围绕太阳公转的小行星。1926年2月12日，谢尔盖·别利亚夫斯基在克里米亚发现了此天体。
該小行星以蘇聯傘兵塔瑪拉·伊凡諾娃（Tamara Ivanova）命名。
这颗小行星的绝对星等为10.94等。